# La Celle-sous-Chantemerle
 La Celle-sous-Chantemerle  es una población y comuna francesa, en la región de Champaña-Ardenas, departamento de Marne, en el distrito de Épernay y cantón de Anglure.

## Demografía
| 156 | 137 | 125 | 143 | 136 | 136 |
| Para los censos de 1962 a 1999 la población legal corresponde a la población sin duplicidades (Fuente: INSEE [Consultar]) |     |     |     |     |     |